# Зоран Лопандић
Зоран Лопандић (Бијељина, 1959 — Бијељина, 5. јануар 2017) био је мајор и један од ратних команданата 1. семберске лаке пјешадијске бригаде, која је била у саставу Источнобосанског корпуса Војске Републике Српске.

## Биографија
Рођен је 1959. године у месту Дворови код Бијељине, где је завршио основну и средњу школу. У Задру је завршио школу резервних официра. Током живота је радио у предузећима Унис, Зрак и Младост, где је више пута награђен као најбољи радник.
Током Одбрамбено-отаџбинског рата био је капетан и ратни командант 2. батаљона Прве семберске лаке пјешадијске бригаде. По чину је био капетан, а касније је унапређен у чин мајора. Истакао се у борбама на подручју Мајевице и Семберије. Опеван је у песми Јунаци из 1. семберске бригаде песника и професора Родољуба Вуловића, а посвећена му је и родољубива песма Зоране, Зоране.
Зоран Лопандић преминуо је после дуге и тешке болести 5. јануара 2017. године у Бијељини. Сахрањен је 6. јануара на месном гробљу у родном селу Дворови.